# Antonio Pacinotti
Antonio Pacinotti (Pisa, 17 de junio de 1841 – íd., 24 de marzo de 1912) fue un físico italiano. Inventor del anillo que lleva su nombre y autor de diversas obras.

## Biografía
Formó parte del cuerpo de ingenieros en la guerra de 1859; luego fue astrónomo en Florencia (1862) y profesor en las universidades de Bolonia (1864), de Cagliari (1873) y de Pisa (1882).

## Estudios científicos e invención de la dinamo

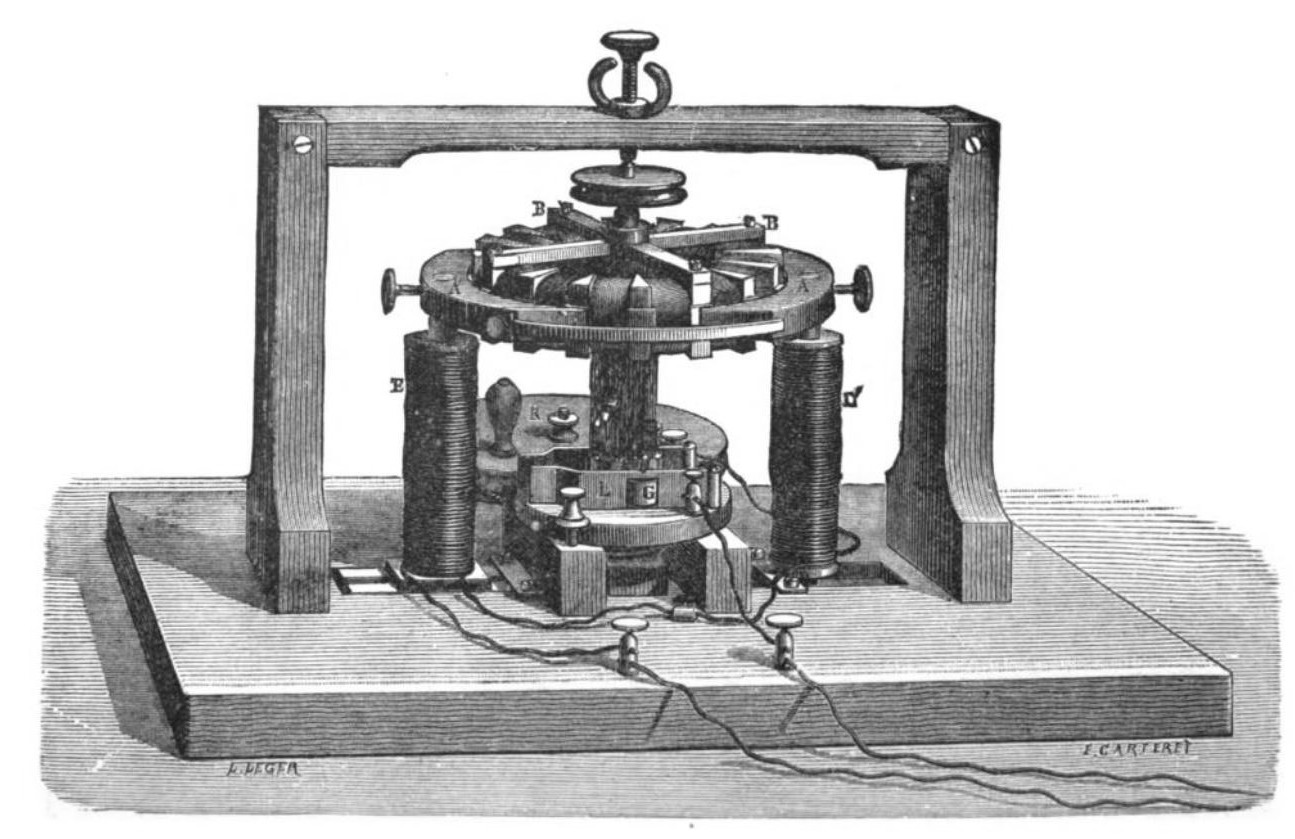
Dinamo de Pacinotti

Estudió los problemas de producción de corrientes eléctricas que se planteaban en su época, y tuvo la idea de dar forma anular al inducido de las máquinas eléctricas, en 1864, es decir, unos cinco años antes que Zénobe Gramme lo hiciera en su dinamo de Gramme. Este tipo de inducido se denomina anillo de Pacinotti. Insistió también en la reversibilidad de su aparato que podía servir de motor. En 1880 recibió la Medalla Matteucci, premio otorgado por la Academia Nacional de Ciencias de Italia.